# 네튜노 베이스볼 클럽
네투노 BC 1945(Nettuno BC 1945)는 네투노에 위치한 이탈리아 야구 클럽으로, 로마 수도광역시의 코무네이다. 이 클럽은 이탈리아 야구 리그 1부 리그(세리에 A)에서 경쟁한다. 훈련과 홈 경기는 수용 인원이 10,000명인 스타디오 스테노 보르게세에서 열린다. 이 클럽은 현재 이탈리아 야구 리그 최다 우승(17회) 기록을 보유하고 있다.

## 역사
네투노에 야구가 전파되고 인기를 얻게 된 것은 제2차 세계 대전 종전 후 이 지역에 미군 기지가 많았기 때문이다. 기지에 주둔한 미군 병사들은 자주 야구와 소프트볼을 했고 많은 지역 이탈리아인들을 경기에 참여시켰다. 이탈리아 야구 개척자 중 한 명인 알베르토 파사노는 네투노 사람이었다. 파사노와 그의 친구 줄리우스 제렐라는 결국 네투노 최초의 소프트볼 팀인 네투노 PS를 창단했다. 이 팀의 첫 선수들은 존 페트렐리, 루치아노 세르페, 루치아노 베를레짜, 만리코 다비드, 풀비오 베를레짜, 토니노 마르쿠치, 세르지오 세르페였다. 그들의 공식 데뷔는 1946년 밀라노 야구 클럽과의 1부 남자 소프트볼 챔피언십이었다. 네투노 선수들은 32-7로 승리했다. 네투노 PS는 1949년에 첫 우승을 차지했다.
1950년 네투노 PS는 네투노 USMC가 되었다. 첫 챔피언십에서 이 클럽은 14승 중 12승을 거두며 2위로 마쳤다. 다음 4년(1951, 1952, 1953, 1954) 동안 네투노 USMC는 4연속 우승을 차지하며 라치오 지역을 이탈리아 챔피언십에서 가장 많은 우승팀으로 만들었다. 팀은 1965년에 첫 유러피안 컵에서 우승했으며 그 이후로 5번 더 우승했다. 팀은 CEBCup에서 3번(1993, 1995, 2000) 우승했고 코파 이탈리아에서 1970년, 1995년, 1998년에 우승했다. 2007년과 2008년 시즌에는 이탈리아 야구 리그 시리즈 결승에 7번 진출했지만 2007년에는 그로세토 BBC에게, 2008년에는 산마리노 BBC에게 우승을 내줬다.
이 클럽은 대부분 플레이오프에 진출했다. 이 클럽은 2003년에만 플레이오프에 진출하지 못했다. 2009년 시즌에는 4월 11일 고도와의 홈 경기에서 패배했다. 이 클럽은 포르티투도 볼로냐에서 마누엘 가스파리를, 리미니 BC에서 매니 알렉산더를, 그리고 에이브러햄 누네스를 포함한 중남미의 다른 중요한 선수들을 영입했다. 유럽 내에서 네투노는 바르셀로나에서 열린 2009 유러피안 컵에서 우승했으며, 먼저 하를렘 킨헤임을 꺾고 결승에서 포르티투도 볼로냐를 상대로 1-0으로 승리하며 유러피안 챔피언스컵을 2년 연속으로 우승했다.

## 같이 보기
- 스타디오 스테노 보르게세